# Cugny
Cugny ist eine französische Gemeinde mit 605 Einwohnern (Stand: 1. Januar 2022) im Département Aisne in der Region Hauts-de-France; sie gehört zum Arrondissement Saint-Quentin und zum Kanton Ribemont. 

## Geografie
Die Gemeinde Cugny liegt etwa 14 Kilometer südwestlich von Saint-Quentin an der Quelle der Sommette. Nachbargemeinden von Cugny sind Ollezy im Norden, Annois im Osten, La Neuville-en-Beine im Süden, Beaumont-en-Beine im Südwesten und Westen sowie Sommette-Eaucourt im Westen und Nordwesten. 

## Bevölkerungsentwicklung
| Jahr                       | 1962 | 1968 | 1975 | 1982 | 1990 | 1999 | 2006 | 2013 | 2021 |
| Einwohner                  | 469  | 434  | 387  | 407  | 501  | 503  | 546  | 597  | 603  |
| Quellen: Cassini und INSEE |      |      |      |      |      |      |      |      |      |

## Sehenswürdigkeiten

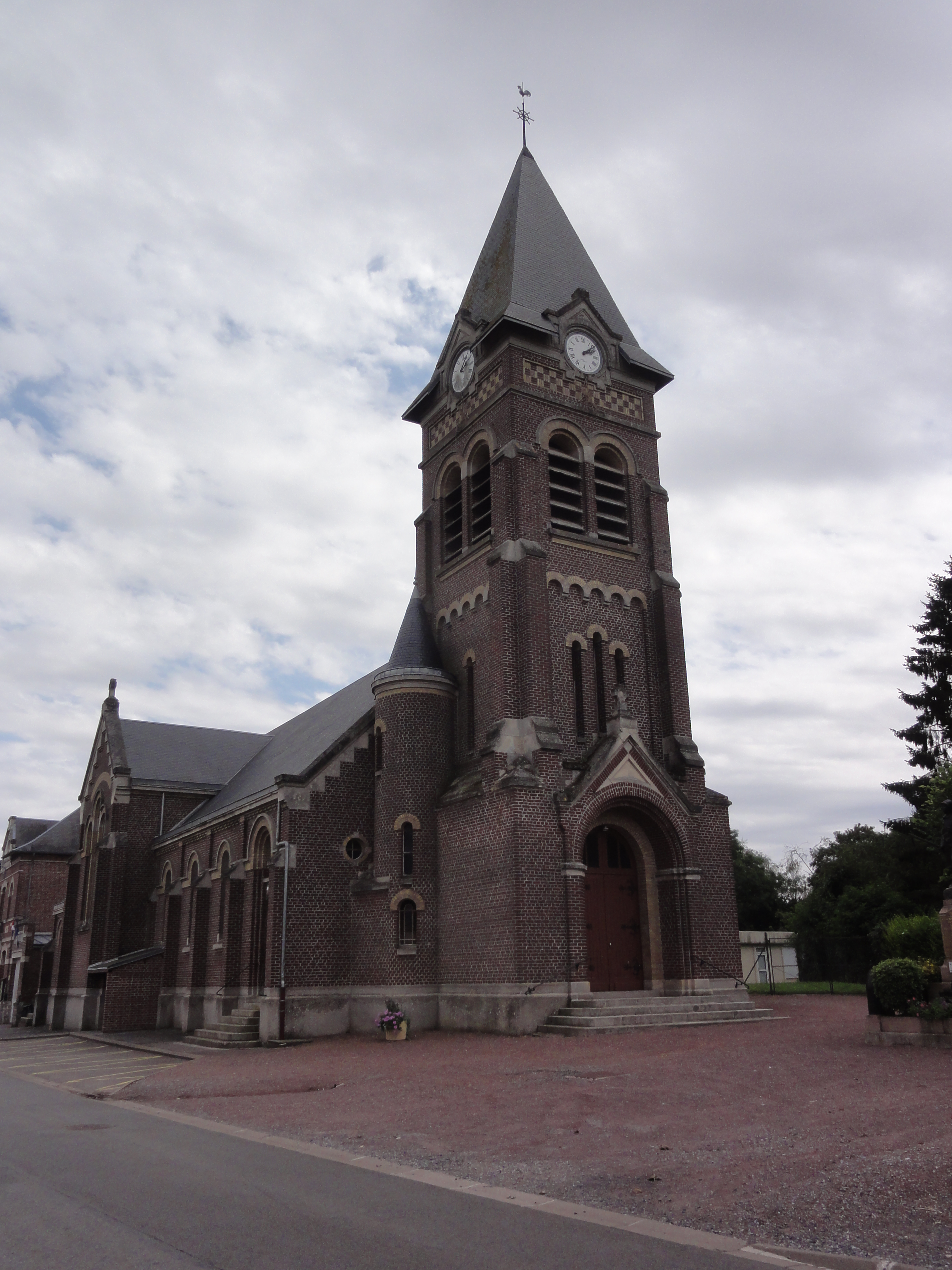
Kirche Saint-Médard
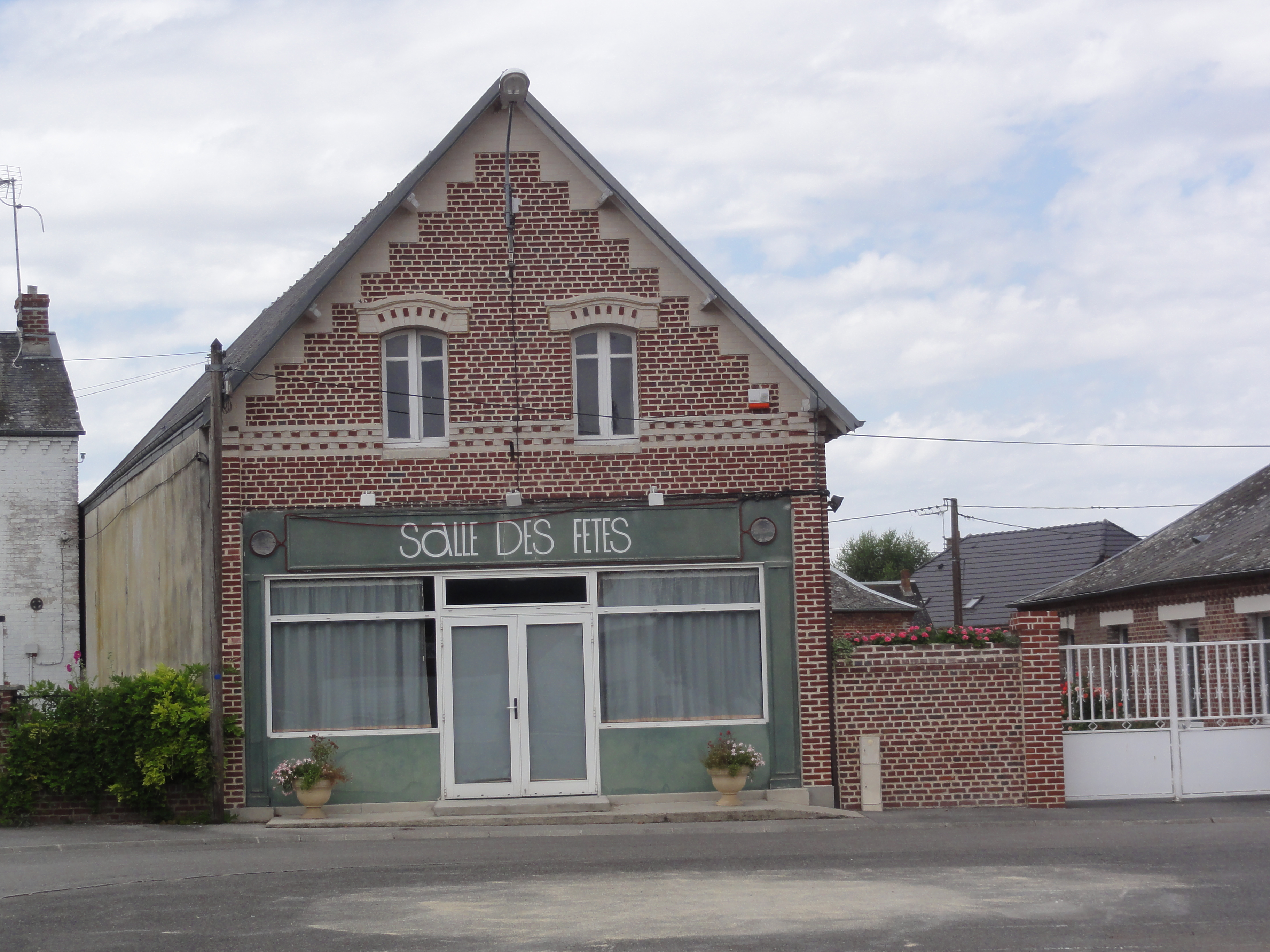
Gemeindefesthalle
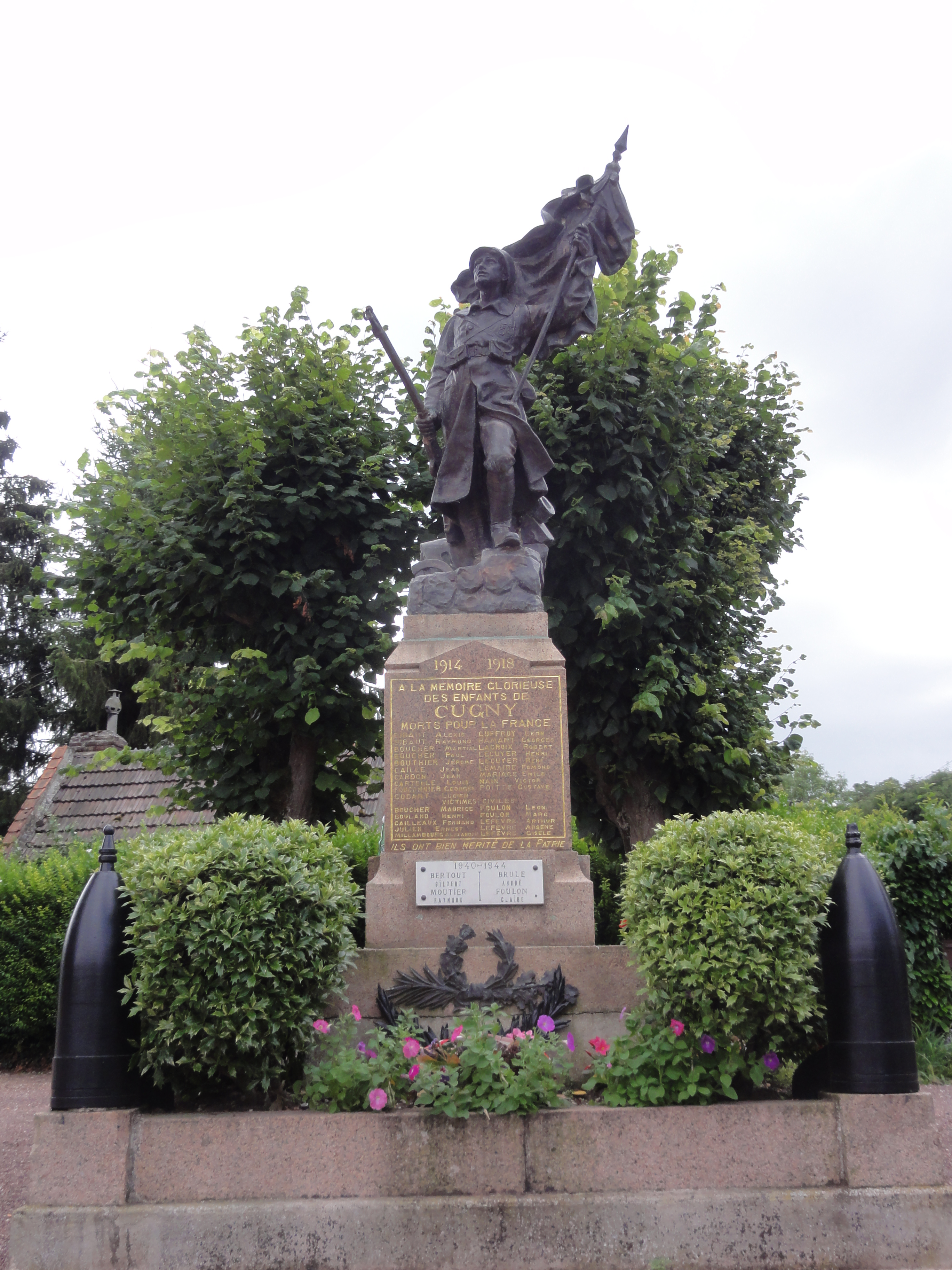
Gefallenendenkmal

- britischer Militärfriedhof

- Kirche Saint-Médard
- Gemeindefesthalle
- Gefallenendenkmal